# Травматофобия
Травматофобия, травмофобия (от др.-греч. φόβος) — навязчивый страх получения физической или психологической травмы, либо иной фиксированный страх оказаться жертвой травмы, вызванный болезненными причинами. Термин был предложен американским психологом Шандором Радо в 1930-е—50-е годы в ходе исследования психологических последствий боевых травм. Помимо военных причин, травматофобия нередко развивается у жертв сексуальных преступлений.
Человеку, страдающему травматофобией, сложно думать или говорить о травмах.